# Gypona albicans
Gypona albicans är en insektsart som beskrevs av Spångberg 1878. Gypona albicans ingår i släktet Gypona och familjen dvärgstritar. Inga underarter finns listade i Catalogue of Life.